# 리광천
리광천(李光川, 1985년 9월 4일 ~ )은 북한의 축구 선수로 포지션은 센터백이며 2010년 FIFA 월드컵 조별리그 3경기에 모두 출전하였다.